# Pissy
Pissy là một xã ở tỉnh Somme, vùng Hauts-de-France, Pháp.

## Địa lý
Thị trấn này tọa lạc trên đường D97 và đường D182, khoảng 6 dặm Anh về phía tây nam của Amiens.

## Dân số
| 1962                                                           | 1968 | 1975 | 1982 | 1990 | 1999 |
| -------------------------------------------------------------- | ---- | ---- | ---- | ---- | ---- |
| 170                                                            | 177  | 176  | 220  | 304  | 298  |
| Số liệu điều tra dân số từ năm 1962, dân số không tính hai lần |      |      |      |      |      |

## Địa điểm nổi bật

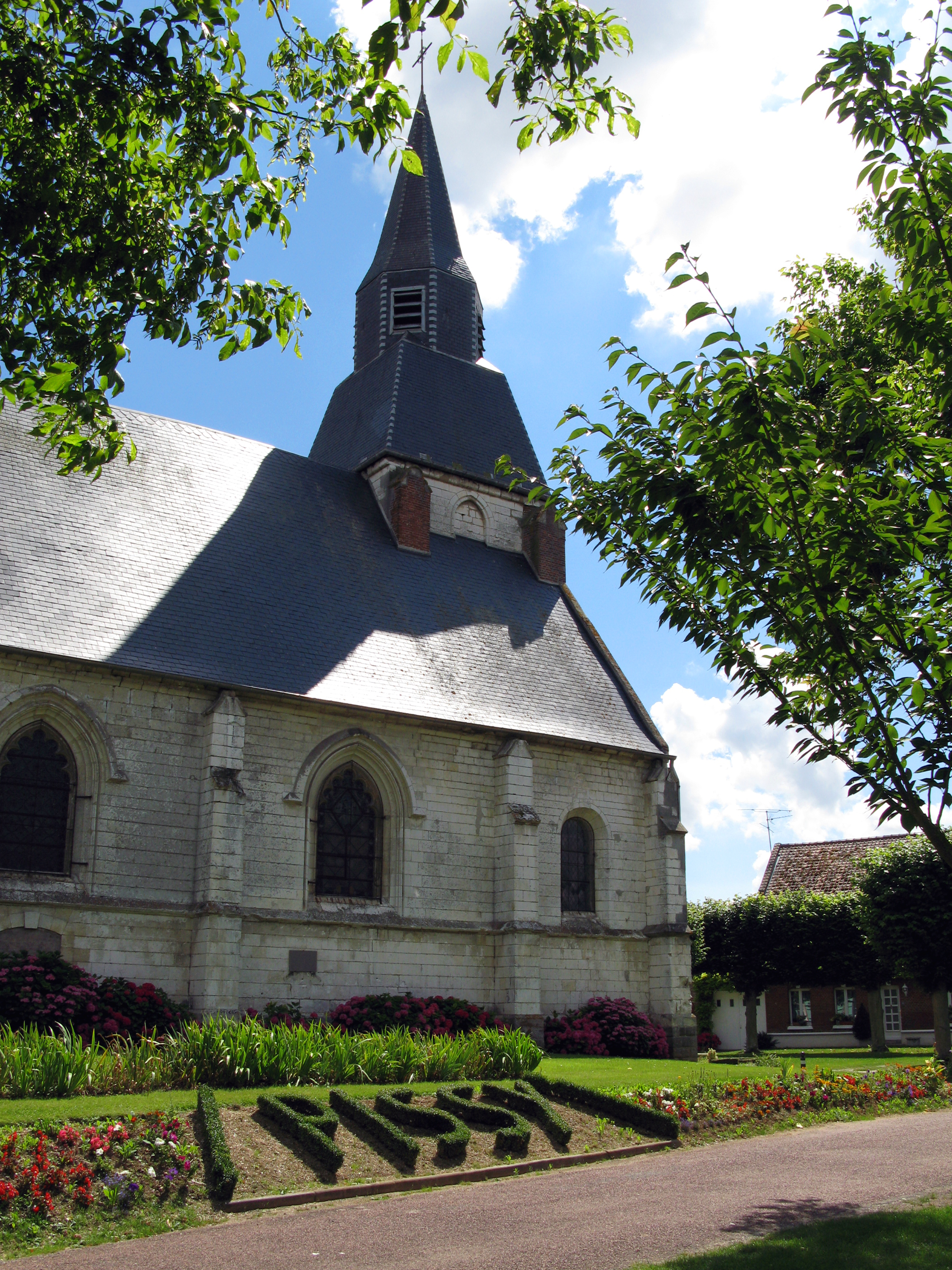
Nhà thờ Pissy

- Nhà thờ
- Lâu đài